# FFC Nethegau
Der FFC Nethegau (offiziell: FFC Nethegau 21 e.V.) ist ein Frauenfußballverein aus Brakel im Kreis Höxter. Der Verein wurde im Jahre 2021 gegründet. Die erste Fußballmannschaft der Frauen spielte als SV Bökendorf von 2018 bis 2021 in der Regionalliga West.

## Geschichte

### SV Bökendorf
Der SV Bökendorf wurde im Jahre 1921 gegründet. Die Frauenmannschaft spielte viele Jahre lang in der Kreisliga und schaffte im Jahre 2011 den Aufstieg in die Bezirksliga. Zwei Jahre später stiegen die Bökendorferinnen in die Landesliga auf. Verstärkt durch die ehemaligen Bundesligaspielerinnen Christina Drewitz und Yvonne Hansmeier gelang in der Saison 2013/14 der Durchmarsch in die viertklassige Westfalenliga. Im Jahre 2016 belegte der SV Bökendorf den dritten Platz. Ein Jahr später wurden die Bökendorferinnen Vizemeister der Westfalenliga hinter der SpVg Berghofen. Ein Jahr später sicherte sich die Mannschaft den Aufstieg in die Regionalliga West. Am letzten Spieltag gewann die Mannschaft mit 13:0 gegen Concordia Flaesheim und sicherte sich durch die bessere Tordifferenz gegenüber dem 1. FFC Recklinghausen die Meisterschaft.
Gleich in der Aufstiegssaison 2018/19 erreichte der Club am Saisonende den vierten Platz. Die folgende Spielzeit 2019/20 wurde wegen der COVID-19-Pandemie abgebrochen und der Abstieg ausgesetzt. Der SV Bökendorf belegte zum Zeitpunkt des Abbruchs den drittletzten Platz. Wegen der andauernden Pandemie wurde die Saison 2020/21 abgebrochen und später annulliert. Der SV Bökendorf verlor alle bis dahin ausgetragenen sechs Spiele. Auch wenn der Abstieg erneut ausgesetzt wurde, zog der Verein die Mannschaft freiwillig zurück, nachdem zahlreiche Leistungsträgerinnen den Club verlassen haben. In der Saison 2021/22 stiegen die Bökendorferinnen in die Landesliga ab.
Dreimal erreichten die Bökendorferinnen das Halbfinale im Westfalenpokal. 2016 scheiterte die Mannschaft dort mit 0:4 nach Verlängerung gegen Germania Hauenhorst. Ein Jahr später unterlag der SV Bökendorf mit 1:5 bei der SpVg Berghofen und 2018 scheiterte der SV Bökendorf bei DJK-VfL Billerbeck mit 3:4 nach Verlängerung.

### FFC Nethegau
Seit einigen Jahren strebte der Verein eine Fusion der Frauenfußballabteilungen mit denen der SpVg Brakel und des SV Ottbergen-Bruchhausen aus Höxter an. Im Jahre 2021 wurde der FFC Nethegau gegründet, der zur Saison 2022/23 die Frauenmannschaften der drei Vereine übernahm. Nach zwei dritten Plätzen musste der Verein die Mannschaft während der Landesligasaison 2024/25 zurückziehen.

## Persönlichkeiten
- Christina Drewitz
- Yvonne Hansmeier